# ماركو بوتشي (سياسي)
ماركو بوتشي هو مدير وسياسي إيطالي، ولد في 31 أكتوبر 1959 في جنوة في إيطاليا. في Genoa municipal election 2017 ‏، انتخب mayor of Genoa ‏ خلال فترته النيابية ‏ (27 يونيو 2017 – ) وانتخب الرئيس التنفيذي  (أكتوبر 2015 – ) وانتخب metropolitan mayor of Genoa ‏ (27 يونيو 2017 – ).

## وصلات خارجية
- الموقع الرسمي